# Chính sách thị thực của Eswatini
Người nước ngoài muốn đến Eswatini phải xin thị thực trừ khi họ là công cân của một trong những nước được miễn thị thực.

## Bản đồ chính sách thị thực

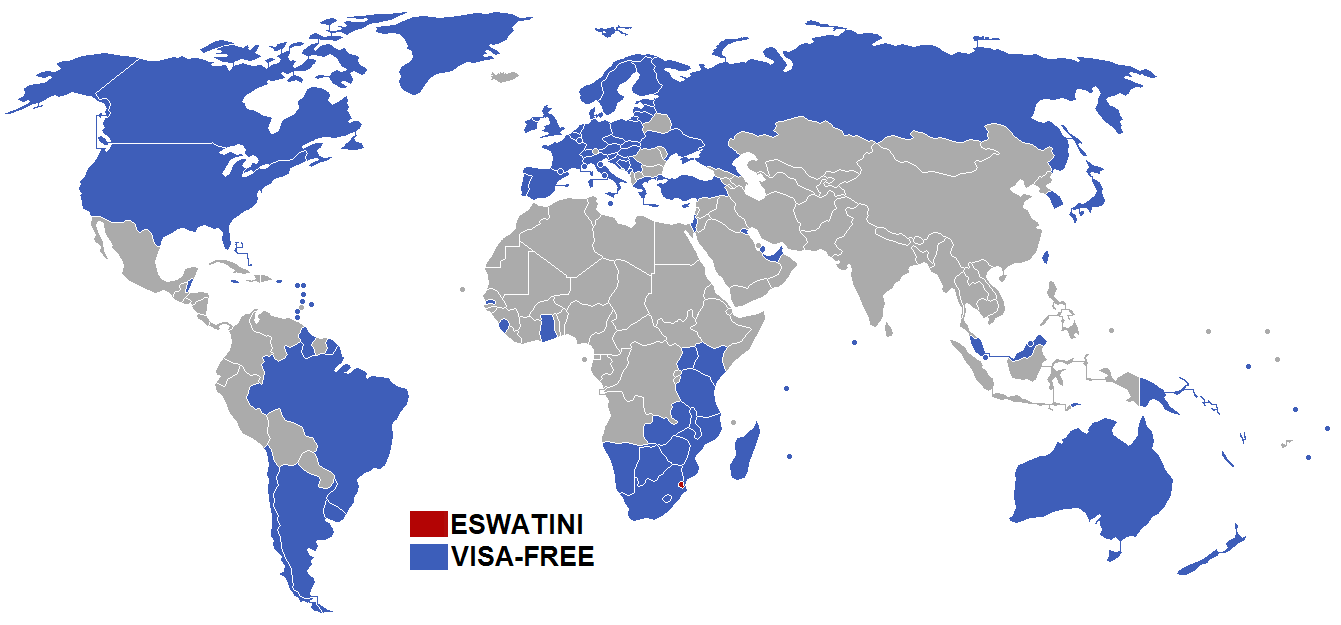
Chính sách thị thực Eswatini
Eswatini
Miễn thị thực

## Miễn thị thực
Người sở hữu hộ chiếu của 95 quốc gia và vùng lãnh thổ sau không cần thị thực để đến Eswatini lên đến 30 ngày:
| - Tất cả công dân Liên minh Châu Âu \| - Andorra - Antigua và Barbuda - Argentina - Úc - Bahamas - Barbados - Belize - Bosna và Hercegovina - Botswana - Brazil - Brunei - Canada - Chile - Dominica - Đông Timor - Gambia - Ghana - Grenada - Guyana - Israel - Jamaica - Nhật Bản - Kenya - Kuwait - Lesotho - Madagascar - Malawi - Malaysia - Maldives - Mauritius - Monaco - Montenegro - Mozambique - Namibia \| - Nauru - New Zealand - Na Uy - Palestine - Papua New Guinea - Qatar - Nga - Saint Lucia - Samoa - San Marino - Serbia - Seychelles - Sierra Leone - Singapore - Quần đảo Solomon - Nam Phi - Hàn Quốc - Thụy Sĩ - Đài Loan - Tanzania - Tonga - Trinidad và Tobago - Thổ Nhĩ Kỳ - Tuvalu - Uganda - Ukraina - Các Tiểu vương quốc Ả Rập Thống nhất - Hoa Kỳ - Uruguay - Vanuatu - Thành Vatican - Zambia - Zimbabwe \| \| | |  |
| - Andorra - Antigua và Barbuda - Argentina - Úc - Bahamas - Barbados - Belize - Bosna và Hercegovina - Botswana - Brazil - Brunei - Canada - Chile - Dominica - Đông Timor - Gambia - Ghana - Grenada - Guyana - Israel - Jamaica - Nhật Bản - Kenya - Kuwait - Lesotho - Madagascar - Malawi - Malaysia - Maldives - Mauritius - Monaco - Montenegro - Mozambique - Namibia | - Nauru - New Zealand - Na Uy - Palestine - Papua New Guinea - Qatar - Nga - Saint Lucia - Samoa - San Marino - Serbia - Seychelles - Sierra Leone - Singapore - Quần đảo Solomon - Nam Phi - Hàn Quốc - Thụy Sĩ - Đài Loan - Tanzania - Tonga - Trinidad và Tobago - Thổ Nhĩ Kỳ - Tuvalu - Uganda - Ukraina - Các Tiểu vương quốc Ả Rập Thống nhất - Hoa Kỳ - Uruguay - Vanuatu - Thành Vatican - Zambia - Zimbabwe |  |

## Thống kê du khách
Hầu hết du khách đến Eswatini đều đến từ các quốc gia sau:
| Quốc gia       | 2016      | 2015      | 2014      |
| -------------- | --------- | --------- | --------- |
| Nam Phi        | 814.220   | 810.249   | 856.492   |
| Mozambique     | 202.042   | 181.271   | 219.555   |
| Zimbabwe       | 49.295    | 69.467    | 58.624    |
| Đức            | 22.895    | 21.510    | 21.669    |
| Pháp           | 21.253    | 19.360    | 14.152    |
| Hà Lan         | 20.750    | 17.414    | 17.874    |
| Hoa Kỳ         | 18.014    | 17.988    | 17.359    |
| Vương quốc Anh | 15.503    | 14.646    | 15.813    |
| Pakistan       | 7.450     | 5.216     | 4.242     |
| Ấn Độ          | 6.867     | 5.145     | 5.031     |
| Bồ Đào Nha     | 6.610     | 6.047     | 6.720     |
| Botswana       | 5.969     | 5.833     | 5.913     |
| Lesotho        | 5.682     | 5.092     | 5.554     |
| Tanzania       | 5.659     | 6.311     | 5.718     |
| Tổng           | 1.278.587 | 1.255.901 | 1.324.621 |